# 598

## Nașteri
- Brahmagupta, matematician și astronom indian (d. 668)